# 가치가와역
가치가와역(일본어: 勝川駅)은 일본 아이치현 가스가이시에 있는 도카이 여객철도 · 도카이 교통 사업의 역이다.
도카이 여객철도의 주오 본선과, 이 역을 기점으로 하는 도카이 교통 사업 조호쿠 선과의 접속역으로 되어 있다.

## 역 구조 및 승강장

### 도카이 여객철도
단선 승강장 2면 2선을 가지는 지상역.
가치가와 역 주변 종합 정비사업의 일환으로서, 고가화 공사가 행해져, 2009년 11월 23일에 상하선의 고가화가 완료했다. 그 후는 상행 지하 가설선이나 임시 역사등의 철거 · 페데스트리안 데크의 설치, 북문 쪽 입구 로터리와 남문 쪽 입구 로터리를 연결하는 고가화 도로의 정비 등이 행해져, 전체의 완성은 2010년도이다.
| 1 | ■ 주오 본선 | 하행 | 다지미 · 나카쓰가와 방면 |
| 2 | ■ 주오 본선 | 상행 | 나고야 방면              |

역장은 배치되지 않는 역 담당자 배치역(직영역)이며, 가스가이 역이 이 역을 관리한다. 개찰구는 고가 내부의 가운데 2층에 마련되어 있다. 개찰구에는 TOICA 전용 개찰기가 2대 마련되어 있다.
배리어 프리화가 도모되고 있어, 지상 콩코스, 개찰구, 승강장의 각 플로어 간은, 엘리베이터 · 에스컬레이터로 이동하는 일이 있다.
개찰 플로어의 개찰 외에는, 점포 시설로서, 벨 마트와 베이커리가 있다. 지상 콩코스에는, 고가 아래에 남북쪽을 잇는 자유 통로가 마련되어 있다.
종래적으로 도카이 교통 사업(조호쿠 선)이 노선 연장되는 일을 상정해, 섬식 승강장(2면 4선)화에 대응했던 구조로 되어 있었지만, 구체적인 노선 연장 시기등은 미정이다. 가스가이 시는, 도카이 교통 사업의 모회사인 도카이 여객철도와 마주해 노선 연장 요망을 체계적으로 행한 일로 하고 있다. 또한, 고가 아래의 공간으로 상업시설을 유치하는 등의 구상도 있다.

### 도카이 교통 사업
단선 승강장 1면 1선을 가진 고가역. 승강장은 1선 밖에 없지만, '1번선'의 번호가 흔들리고 있다.
종래적으로는, JR 가치가와 역과 통합하는 계획이 있는 일부터, 역 설비는 가설의 것이다. 구내에는 가설의 차량 검사 시설을 가진다.
조호쿠 선의 가치가와 역은, 주오 본선의 역보다 서쪽으로 약 500m 떨어진 장소에 있다. 그 때문에, 주오 본선과의 연락과는 약 5분부터 10분정도 필요하다.
이 역부터의 승차권은 JR 가치가와 역의 승차권 자동 발매기에서 판매되고 있다. TOICA의 현금 잔액에도 구입 가능하게 되어 있다. JR의 승차권 발매기로 구입하지 않았던 이용객은, 승차 정리권으로서 하차역으로 정산하는 형태로 된다.
JR 가치가와 역에서 행해지고 있는 고가화 공사로는 조호쿠 선 노선 연장의 준비 공사야말로 행해지고 있는 것의, 실제로 노선 연장되는 목적은 아직 이르다.

## 이용 현황
| 연도   | JR 승차 인원 | 조호쿠 선 승차 인원 |
| ------ | ------------ | ------------------- |
| 2003년 | 14,654       | 167                 |
| 2004년 | 14,572       | 154                 |
| 2005년 | 14,764       | 166                 |
| 2006년 | 14,777       | 173                 |
| 2007년 | 15,024       | 204                 |
| 2008년 | 15,426       | 195                 |
| 2009년 | 15,239       | 206                 |

## 역 주변
- 르네상스 시티 가치가와
  - 모스 버거
  - B&D 드러그 스토어
- 훼미리마트
- 미쓰비시 도쿄 UFJ 은행 가치가와 지점
- 아이치 은행 가치가와 지점
- 국도 제19호선

## 역사
개업 당시, 히가시카스가이 군(현재의 가스가이 시를 중심으로 했던 지역)의 군청이 있던 가치가와 정의 역으로서, 주오 본선의 나고야 - 다지미 간 개통과 동시에, 일반역으로서 개업했다. 그 후, 화물 취급 업무를 신모리야마 역으로 이관하는 등, 화물 및 하물의 취급을 축소해, 현재는 여객만의 취급으로 되어 있다. 전술였던 것은, 도카이 여객철도의 역의 고가화 공사는 2009년 11월 23일에 상하선과도 완료했다.
- 1900년 7월 25일 : 일본국유철도 나고야 - 다지미 간 개업과 동시에 개업. 일반역.
- 1909년 10월 12일 : 선로 명칭 제정. 주오 사이선의 소속이 된다.
- 1911년 5월 1일 : 선로 명칭 개정. 이 역을 포함한 주오 사이선이 주오 본선으로 편입되었다.
- 1964년 4월 1일 : 신모리야마 역으로 화물 취급 업무를 이관, 이 역으로의 화물의 취급을 폐지.
- 1984년 2월 1일 : 하물의 취급을 폐지.
- 1987년 4월 1일 : 일본국유철도 분할 민영화에 의해, 도카이 여객철도가 승계.
- 1991년 12월 1일 : 도카이 교통 사업 조호쿠 선의 역이 개업. 환승역이 된다.
- 2006년 11월 25일 : 도카이 여객철도의 역으로 TOICA 도입.
- 2009년 11월 23일 : 도카이 여객철도의 역이 고가화 완료.
- 2010년 6월 5일 : 도카이 여객철도의 역 고가 아래의 입구를 이설.

## 인접 역
| 도카이 여객철도 주오 본선         | 도카이 여객철도 주오 본선 | 도카이 여객철도 주오 본선 |
| --------------------------------- | ------------------------- | ------------------------- |
| 가스가이 다지미 · 나카쓰가와 방면 | ■ 쾌속                    | 오조네 나고야 방면        |
| 가스가이 다지미 · 나카쓰가와 방면 | ■ 보통                    | 신모리야마 나고야 방면    |
| 도카이 교통 사업 조호쿠 선        |                           |                           |
| 시·종착역                         | ■ 조호쿠 선               | 아지요시 비와지마 방면    |

## 같이 보기
틀:도카이 교통 사업 조호쿠 선